# Gouvernement Ansip II
Pour les articles homonymes, voir Gouvernement Ansip.
 (août 2023).
Si vous disposez d'ouvrages ou d'articles de référence ou si vous connaissez des sites web de qualité traitant du thème abordé ici, merci de compléter l'article en donnant les références utiles à sa vérifiabilité et en les liant à la section « Notes et références ».
République d'Estonie
Ansip I Ansip III
Le gouvernement Ansip II (en estonien : Andrus Ansipi teine valitsus) est le gouvernement de la république d'Estonie entre le 5 avril 2007 et le 4 avril 2011, durant la XIe législature du Riigikogu.
Il est à nouveau dirigé par le Premier ministre libéral Andrus Ansip — premier chef du gouvernement reconduit après des élections législatives — et repose au départ sur une coalition tripartite entre l'ERE, l'IRL et le SDE. Il est formé à la suite des élections au Parlement et prend ainsi la suite du gouvernement Ansip I. Le SDE se retire de la majorité en juin 2009 et l'exécutif se maintient comme gouvernement minoritaire soutenu par l'ERL jusqu'à la fin de la législature. Il cède alors le pouvoir au cabinet Ansip III.

## Historique du mandat
Dirigé par le Premier ministre libéral sortant Andrus Ansip, ce gouvernement est initialement constitué et soutenu par une coalition centriste entre le Parti de la réforme d'Estonie (ERE), l'Union de la patrie et Res Publica (IRL) et le Parti social-démocrate (SDE). Ensemble, ils disposent de 60 députés sur 101, soit 59,4 % des sièges du Riigikogu.
Il est formé à la suite des élections législatives du 4 mars 2007.
Il succède donc au gouvernement Ansip I, constitué et soutenu par une coalition entre le Parti du centre d'Estonie (EKE), l'ERE et l'Union populaire estonienne (ERL).

### Formation
Au cours du scrutin parlementaire, le Parti de la réforme arrive pour la première fois en tête et devance le Parti du centre, principale formation de la majorité sortante. Bien que celle-ci soit aisément reconductible et totalise les deux tiers des sièges au Parlement, Andrus Ansip choisit de changer de partenaires et devient à cette occasion le premier Premier ministre à entamer un second mandat consécutif à la suite des élections législatives.
Le 21 mai 2009, les trois ministres du Parti social-démocrate remettent leur démission afin de signifier leur opposition aux mesures de rigueur budgétaire envisagées pour faire face aux conséquences de la crise économique mondiale. Ansip procède deux semaines plus tard à un remaniement ministériel qui voit la disparition du poste de ministre de la Population. Il assure alors son maintien au pouvoir grâce au soutien sans participation de l'ERL.

### Succession
La nouvelle victoire de l'ERE aux élections législatives du 6 mars 2011 permet au chef de l'exécutif d'entamer un troisième mandat en s'associant uniquement à l'IRL.

## Composition

### Initiale (5 avril 2007)
| Fonction                                                | Titulaire | Titulaire                                              | Parti |
| ------------------------------------------------------- | --------- | ------------------------------------------------------ | ----- |
| Premier ministre                                        |           | Andrus Ansip                                           | ERE   |
| Ministre de l'Éducation et de la Recherche              |           | Tõnis Lukas                                            | IRL   |
| Ministre de la Justice                                  |           | Rein Lang                                              | ERE   |
| Ministre de la Défense                                  |           | Jaak Aaviksoo                                          | IRL   |
| Ministre de l'Environnement                             |           | Jaanus Tamkivi                                         | ERE   |
| Ministre de la Culture                                  |           | Laine Jänes                                            | ERE   |
| Ministre des Affaires économiques et des Communications |           | Juhan Parts                                            | IRL   |
| Ministre de l'Agriculture                               |           | Helir-Valdor Seeder                                    | IRL   |
| Ministre des Finances                                   |           | Ivari Padar                                            | SDE   |
| Ministre de la Population et des Affaires ethniques     |           | Urve Palo                                              | SDE   |
| Ministre des Affaires régionales                        |           | Vallo Reimaa (jusqu'au 22/01/2008) Siim-Valmar Kiisler | IRL   |
| Ministre de l'Intérieur                                 |           | Jüri Pihl                                              | SDE   |
| Ministre des Affaires sociales                          |           | Maret Maripuu (jusqu'au 23/02/2009) Hanno Pevkur       | ERE   |
| Ministre des Affaires étrangères                        |           | Urmas Paet                                             | ERE   |

### Remaniement du4 juin 2009
- Les nouveaux ministres sont indiqués en gras, ceux ayant changé d'attributions en italique.

| Fonction                                                | Titulaire | Titulaire           | Parti |
| ------------------------------------------------------- | --------- | ------------------- | ----- |
| Premier ministre                                        |           | Andrus Ansip        | ERE   |
| Ministre de l'Éducation et de la Recherche              |           | Tõnis Lukas         | IRL   |
| Ministre de la Justice                                  |           | Rein Lang           | ERE   |
| Ministre de la Défense                                  |           | Jaak Aaviksoo       | IRL   |
| Ministre de l'Environnement                             |           | Jaanus Tamkivi      | ERE   |
| Ministre de la Culture                                  |           | Laine Jänes         | ERE   |
| Ministre des Affaires économiques et des Communications |           | Juhan Parts         | IRL   |
| Ministre de l'Agriculture                               |           | Helir-Valdor Seeder | IRL   |
| Ministre des Finances                                   |           | Jürgen Ligi         | ERE   |
| Ministre des Affaires régionales                        |           | Siim-Valmar Kiisler | IRL   |
| Ministre de l'Intérieur                                 |           | Marko Pomerants     | IRL   |
| Ministre des Affaires sociales                          |           | Hanno Pevkur        | ERE   |
| Ministre des Affaires étrangères                        |           | Urmas Paet          | ERE   |